# Tania Metzel
Tania Metzel, née le 23 avril 1923 à Berlin et morte à Vincennes le 13 août 1997, est une pasteure protestante, aumônière des prisons et résistante française. 
Troisième femme pasteure de l'Église réformée de France, ordonnée en 1966, elle est aussi connue pour s'être opposée à la guerre d'Algérie et à l'usage de la torture par l'armée française pendant celle-ci.

## Biographie

### Jeunesse et Seconde Guerre mondiale
Tatiana Metzl naît le 23 avril 1923 à Berlin dans une famille de réfugiés russes qui émigre ensuite à Paris. Son père est polonais et leur nom de famille d'origine est Metzl. Sa mère, Olga Poliakoff-Rabinovitch est protestante d'origine juive et elle a une petite sœur, née d'un remariage, qui s'appelle Véronique Rabinovitch. Tania Metzel participe aux Éclaireuses et Éclaireurs unionistes de France à l’Église réformée de Passy-Annonciation,. et à la Fédé lycéenne. Elle s'inscrit en 1941 à l'école de travail social du boulevard du Montparnasse, mais ne peut suivre les cours en raison de la guerre.
Pendant la Seconde Guerre mondiale, en 1942-1943, la famille craint les persécutions antisémites et l'Holocauste. Elle se réfugie donc au Noirvault, une cache qui dissimule des Juifs dans les Deux-Sèvres avec l'aide d'André et Georgette Hammel. Pendant cette période, elle s'occupe de chercher la nourriture pour le groupe. Cependant, alors que la Gestapo intensifie sa surveillance de la zone, elle se fait contrôler ses papiers, qui sont illégaux, et si elle n'est pas arrêtée, elle et sa sœur quittent la cache pour se rendre à Moncoutant, puis retournent à Paris avec l'aide d'Élisabeth Meyer. Cela est fait pour éviter de compromettre le reste des personnes cachées. En arrivant à Paris, Rabinovitch et Metzel apprennent de leur père que la Gestapo est passée chez le pasteur parisien pour les « chercher ».
Elle rejoint la résistance avec le pasteur Georges Casalis. De 1945 à 1947, elle est équipière de la Cimade, notamment à Caen et Sucy-en-Brie.

### Aumônerie et guerre d'Algérie
En 1947, Metzel s'engage comme travailleuse sociale à Haguenau, en Alsace, dont l'hôpital militaire et bourgeois de Haguenau accueille alors la prison destinée aux femmes condamnées à de longues peines. Elle en est la première aumônière et est naturalisée française le 15 juin 1947 sous son nom de Metzel.
Elle souhaite devenir pasteure et suit une formation à Genève de 1948 à 1952, d'abord à l'Institut des ministères féminins, puis elle obtient une licence de théologie.
A son retour, en 1953, avant même d'être pasteure, elle devient aumônière générale des prisons, ce qui témoigne du fait que les communautés protestantes françaises de la période commencent à féminiser leurs institutions en utilisant les femmes dans des rôles marqués comme étant « féminins », comme l'aide aux malades et aux prisonniers. Elle a alors à sa charge deux prisons, dont la partie féminine de la prison de Fresnes. 
Elle entame trois visites en Algérie pendant la guerre d'indépendance, en 1957, 1958 et 1962,. Sa première visite est motivée par l'appel que lui fait le conseil synodal protestant d'Alger, qui est dépassé par la situation à la prison d'El-Harrach, où de nombreux prisonniers musulmans demandent à suivre le culte protestant. Elle ne connaît rien à la situation du pays quand elle y arrive, mais elle en vient rapidement à considérer que l'indépendance est inévitable. Metzel doit demander un permis pour visiter les prisons algériennes et l'obtient de la part de Paul Teitgen. Sa première visite du camp-prison est compliquée, elle utilise un traducteur français en arabe qu'elle identifie immédiatement comme un homme « aux penchants de droite », certains prisonniers ne veulent pas lui parler car elle est une femme, d'autres lui disent qu'ils n'ont pas le droit aux visites ou qu'on leur a volé leurs biens.
De retour en France, lorsque le pasteur Étienne Mathiot est arrêté pour avoir hébergé un cadre du FLN chez lui, elle se rend aussitôt pour le voir en prison. Elle emprunte du vin et du pain chez son épouse, où elle réside avant de lui rendre visite, puis le rejoint en prison et lui demande de partager la communion avec lui. Mathiot lui demande de lui pardonner pour l'action qui a valu son arrestation et hésite à ce propos mais elle lui répond : « Je suis ici, Étienne, est-ce que ce n'est pas une assurance suffisante ? ».
En 1958, de retour en Algérie pour une visite de quatre mois, elle se rend dans plusieurs camps d'internement. Tania Metzel n'est pas très impressionnée par les autorités françaises et militaires de la zone, et entre en conflit avec plusieurs gouverneurs militaires, notamment sur la question de la torture. Elle est choquée par certaines pratiques des autorités françaises. Aidée d'un autre interprète, elle parvient à entrer dans plusieurs camps et aider un peu les prisonniers qui s'y trouvent, bien que la situation soit particulièrement abismale, avec l'usage de la torture et la bataille d'Alger qui vient de s'achever. Lors de ces visites, elle est aussi accompagnée de Jacqueline Peyron, qui l'aide.
Ses visites en Algérie sont vues comme de bons exemples de la résistance chrétienne à la guerre d'Algérie,. En 1961, Metzel aide les étudiants portugais qui fuient Salazar et rejoignent la France, en les attendant et les accueillant à Hendaye.

### Dernières années et mort
En 1966, elle est la troisième pasteure ordonnée par l'Église réformée de France, après son amie et collègue Élisabeth Schmidt.
Elle meurt le 13 août 1997 à Vincennes à Vincennes.